# داریوش یاکوبوفسکی
داریوش یاکوبوفسکی (لهستانی: Dariusz Jakubowski؛ زادهٔ ۲۶ اکتبر ۱۹۵۹) بازیگر اهل لهستان است.
از فیلم‌ها یا مجموعه‌های تلویزیونی که وی در آن‌ها نقش داشته‌است، می‌توان به رازداری حرفه‌ای، طایفه، در خوشی و سختی، خودِ زندگی، موج جرم و جنایت، عشق اول، کارآگاهان جنایی، دوران افتخار، قانون حقیقی، کمیسر آلکس، دوستان، رنگ‌های خوشبختی، تاج پادشاهان، جادوگر، ... من مخالفم و پایانی نیست اشاره نمود.